# Ding Yunpeng

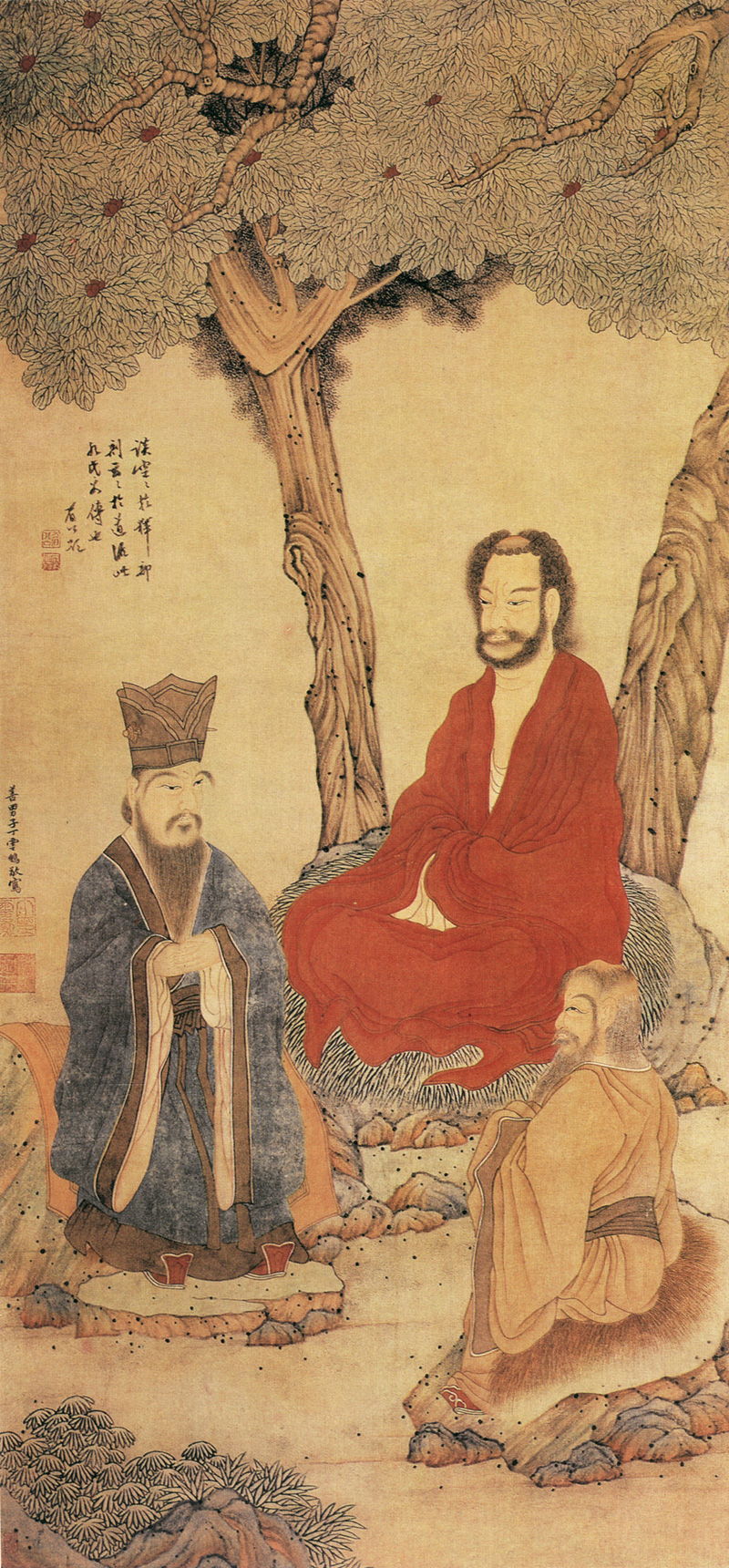
Confuci, Lao Tse i un Arhat budista, Ding Yunpeng, Museu del Palau, Pequín

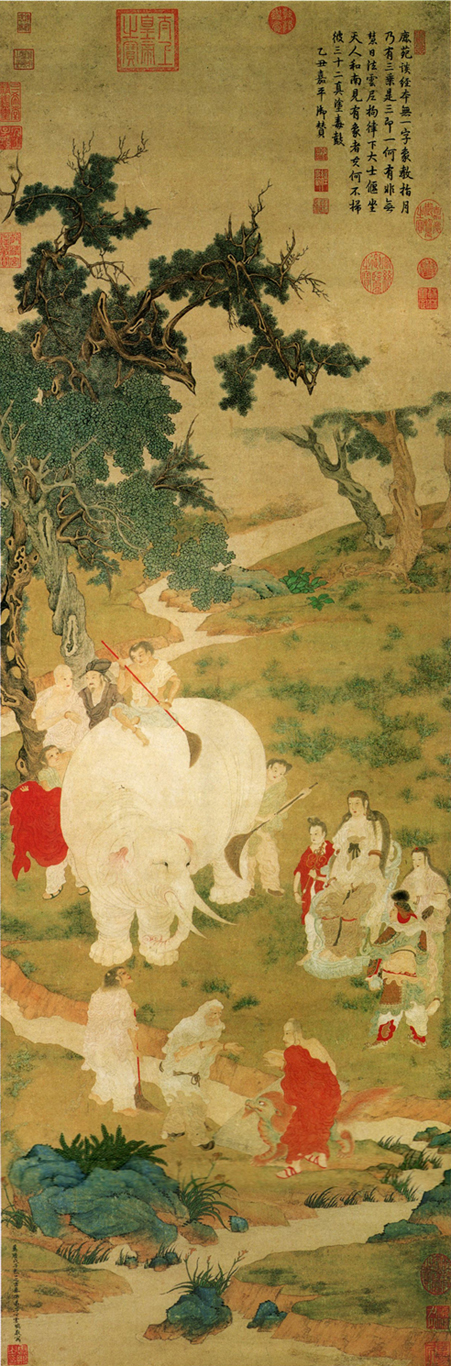
Ding Yunpeng, Netejant amb escombra l'Elefant Blanc, Museu Nacional del Palau

Ding Yunpeng (xinès simplificat: 丁云鹏; tradicional: 丁雲鵬; pinyin: Dīng Yúnpéng) va néixer vers el 1547 a Xiuning, província d'Anhui i va morir el 1628. Fou un pintor sota la dinastia Ming.
Pintor de paisatges i figuratiu. Potser va conèixer l'art occidental gràcies a la visita d'un missioner catòlic i aquest fet significaria una de les primeres influències europees en la pintura xinesa. En les seves pintures de Ding realitza diminutes pinzellades. L'estil d'aquest artista s'inspira en el de Qiu Ying, les seves obres tenen coincidències amb les que es produïen a la dinastia Tang i la dinastia Song. Forma part del col·lectiu que, posteriorment, es va denominar “Escola Anhui" juntament Hongren, Xiao Yuncong, Mei Qing, Zha Shibiao i Dai Benxia. Entre els seus treballs destaquen “El déu de la Literatura”, “Netejant amb escombra l'Elefant Blanc”, “Lohans (Arhats)”, “L'elevada muntanya Lu”, “Cavall blanc transportant sutres” i “Cinq formes du Bodhisattva”.